# Conus oishii
Conus oishii é uma espécie de gastrópode do gênero Conus, pertencente à família Conidae.

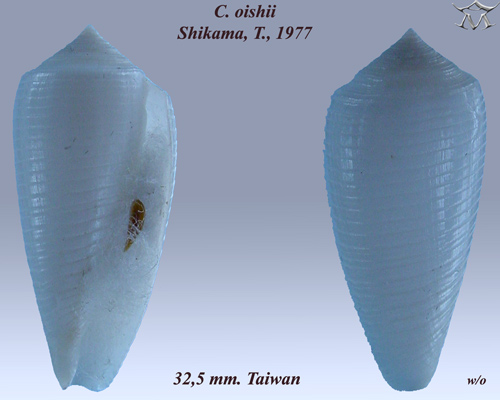